# Наболотна Гар
Наболо́тна Гар (рос. Наболотная Гарь) — присілок у складі Кічменгсько-Городецького району Вологодської області, Росія. Входить до складу Кічмензького сільського поселення.
Стара назва — Надболотна Гар.

## Населення
Населення — 15 осіб (2010; 21 у 2002).
Національний склад (станом на 2002 рік):
- росіяни — 100 %